# Lidia Ciołkoszowa

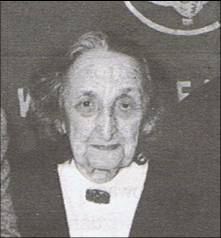
Lidia Ciołkoszowa

Lidia Ciołkoszowa (geb. Kahan; * 24. Juni 1902 in Tomaszów Mazowiecki, Russisches Kaiserreich; † 9. Juni 2002 in London) war eine polnische sozialistische Erzieherin, Publizistin und Historikerin im Exil. Sie war seit 1990 lebenslange Ehrenvorsitzende der Polnischen Sozialistischen Partei.

## Leben
In einer gläubigen jüdischen Familie im industrialisierten Kongresspolen im Jahr 1902 geboren und in Łódź aufgewachsen, studierte sie ab 1920 Polnisch und Geschichte an der Jagiellonen-Universität Krakau bis zur Promotion 1925 über Stefan Żeromski bei Ignacy Chrzanowski. Dabei lernte sie den Sozialisten Adam Ciołkosz kennen, den sie 1925 heiratete. Sie gehörte zu den jüdischen Scouts der Tadeusz-Kościuszko-Gruppe. Auch sie trat der PPS und ihren Unterorganisationen für Bildung bei. In Podgórze fing sie in einem Arbeiterheim in der Kinderbetreuung an zu arbeiten.
Nach Piłsudskis Maiputsch 1926 spalteten sich die jungen Sozialisten vom Mehrheitskurs ab und bereiteten die Centrolew-Opposition vor. Adam war Mitglied des Sejm und lokaler PPS-Führer in Krakau. Nach dessen Inhaftierung im Brester Gefängnis übernahm sie die Führung der PPS in Krakau. 1936 organisierte sie die Hilfe für Streikopfer und engagierte sich weiter in sozialen Aktivitäten, Ferienlagern und Jugendbibliotheken. Mit ihrem Mann wandte sie sich gegen die polnischen Kommunisten, anders als der spätere kommunistische Premier Józef Cyrankiewicz. 1939 floh die Familie mit dem Sohn bei Kriegsbeginn erst nach Lwów, dann über Schweden nach Frankreich, von dort 1940 nach London.
Nach 1945 blieben sie dort und arbeiteten in der Exilregierung, während im Land Gebliebene wie Kazimierz Pużak im Stalinismus umkamen. Lidia musste für den Lebensunterhalt sorgen, arbeitete aber auch an einer Studie Polish Journalism in Exile, 1940–1960. Sie gab die Werke von Aleksander Wat und Stanisław Kościałkowski heraus. 1976 unterstützte das Paar die Bürgerrechtsbewegung KOR und hatte Kontakt zur frühen Solidarność, etwa zu Anna Walentynowicz, besonders aber zum Wiederbegründer (1980) der PPS in Polen, Jan Józef Lipski. 1990 wurde sie zur lebenslangen Ehrenvorsitzenden der neuen PPS gewählt, als sie Polen erstmals wieder besuchte. Bis zu ihrem Tod, zwei Wochen vor ihrem 100. Geburtstag, kam sie aber nie wieder, auch weil sie die Entwicklung in Polen und die Linie der PPS kritisierte.

## Schriften
- Publicystyka polska na emigracji 1940–1960, London 1965.
- Publicystyka polska na emigracji 1940–1960, wstęp i oprac. Andrzej Friszke, Warszawa: Wydawnictwo Krytyki Politycznej 2013.